# ألفونسو بيدرازا
ألفونسو بيدرازا ساغ (بالإسبانية: Alfonso Pedraza Sag)‏ (مواليد 9 أبريل 1996) هو لاعب كرة قدم إسباني يجيد اللعب في مركز الجناح الأيسر ، ويلعب أيضًا كجناح أيمن ولاعب خط وسط مهاجم ، ويلعب حاليًا لنادي لوغو الإسباني على سبيل الإعارة من نادي فياريال الإسباني.

## بطولات وإنجازات اللاعب

### فياريال
- كأس الإمارات: 2015 - المركز الثاني.

### إسبانيا تحت 19
- بطولة أوروبا تحت 19 سنة لكرة القدم: 2015.

## روابط خارجية
- ألفونسو بيدرازا على موقع الاتحاد الأوربي (الإنجليزية)
- ألفونسو بيدرازا على موقع قاعدة بيانات كرة القدم.إي يو (الإنجليزية)
- ألفونسو بيدرازا على موقع ناشيونال فوتبول تيمز (الإنجليزية)
- ألفونسو بيدرازا على موقع Soccerbase.com (لاعب) (الإنجليزية)
- ألفونسو بيدرازا على موقع Soccerway.com (الإنجليزية)
- ألفونسو بيدرازا على موقع عالم كرة القدم.نت (الإنجليزية)
- ألفونسو بيدرازا على موقع AS.com (الإسبانية)
- Alfonso Pedraza